# Libera circolazione dei lavoratori nell'Unione europea
La libera circolazione dei lavoratori nell'Unione europea è uno dei principi fondamentali dell'Unione Europea. Fa parte dell'Acquis comunitario ed è una delle quattro libertà del Mercato europeo comune insieme a quella di libera circolazione delle merci, dei servizi e dei capitali.
Sancito fin dal Trattato di Roma del 1957 con cui venne istituita la Comunità economica europea, trova oggi (2023) la sua fonte giuridica in particolare nell'articolo 45 del Trattato sul funzionamento dell'Unione europea. Nel corso degli anni la portata di tale istituto è stata delineata da numerose direttivesentenze della Corte di Giustizia. La libertà di circolazione prevede che i lavoratori cittadini di un Paese membro dell'Unione e i loro famigliari possano spostarsi e soggiornare liberamente in un qualsiasi altro Paese membri godendo delle stesse condizioni rispetto ai lavoratori cittadini del Paese ospitante.

## Fonti
L'articolo 45 TFUE:
1. La libera circolazione dei lavoratori all'interno dell'Unione è assicurata.
2. Essa implica l'abolizione di qualsiasi discriminazione, fondata sulla nazionalità, tra i lavoratori degli Stati membri, per quanto riguarda l'impiego, la retribuzione e le altre condizioni di lavoro.
3. Fatte salve le limitazioni giustificate da motivi di ordine pubblico, pubblica sicurezza e sanità pubblica, essa importa il diritto:

a) di rispondere a offerte di lavoro effettive;
b) di spostarsi liberamente a tal fine nel territorio degli Stati membri;
c) di prendere dimora in uno degli Stati membri al fine di svolgervi un'attività di lavoro, conformemente alle disposizioni legislative, regolamentari e amministrative che disciplinano l'occupazione dei lavoratori nazionali;
d) di rimanere, a condizioni che costituiranno l'oggetto di regolamenti stabiliti dalla Commissione, sul territorio di uno Stato membro, dopo aver occupato un impiego.

## Sviluppo storico
I primi cenni riguardo ad una libertà di circolazione dei lavoratori subordinati possono essere trovati fin dall'istituzione nel 1951 della Comunità europea del carbone e dell'acciaio ma è con l'articolo 48 del Trattato che istituisce la Comunità economica europea (Trattato di Roma) del 1957 che essa trova un pieno riconoscimento.
Durante gli anni '60 iniziò ad essere delineata la disciplina con cui si sarebbe garantita tale libertà. La prima normativa in tal senso apparve nel 1961 ma presentando forti limitazioni; infatti un lavoratore aveva il diritto di spostarsi in un altro Paese membro solo nel caso che non fosse disponibile un cittadino di quel Paese ad occupare quel dato posto vacante. Dunque si dava priorità al mercato del lavoro nazionale, attingendo da quello comunitario solo in caso di necessità.
La situazione si ribaltò tre anni più tardi quando un regolamento, oltre ad ampliare a stagionali e frontalieri la libertà di circolazione, conferì priorità al mercato del lavoro comunitario consentendo ad ogni cittadino della Comunità di occupare un qualsiasi posto vacante che fosse stato offerto. Tuttavia una "clausola di salvaguardia" consentiva agli stati membri di sospendere tale diritto nel caso di una sostanziale disoccupazione interna.
La clausola scomparve poi in un successivo regolamento e direttiva emanate nell'ottobre del 1968 con cui si dette completezza all'obiettivo di una piena libertà di circolazione. Negli anni successivi comunque non mancarono ulteriori aggiustamenti normativi e l'incessante lavoro della Corte di giustizia dell'Unione europea che delineò con sempre maggiore chiarezza l'applicazione del diritto.

## Soggetti
Come appare dalle diverse norme in proposito, la libertà di circolazione riguarda i cittadini appartenenti ad uno Stato membro dell'Unione europea che svolgo un lavoro subordinato. La definizione di lavoratore subordinato è stata più volte oggetto delle attenzioni della Corte di giustizia poiché, in riferimento alla libertà di circolazione, la sua portata non può essere dipesa da norme interne dei singoli paesi ma da un'interpretazione comunitaria. La giurisprudenza della Corte, nell'esigenza soprattutto di distinguere cittadini lavoratori da cittadini economicamente non attivi, tende a considerare come primi soggetti che "forniscono per un certo periodo di tempo a favore di un soggetto terzo e sotto la direzione di quest'ultima, prestazioni in contropartita delle quali ricevono una retribuzione". La Corte, inoltre, si è dimostrata favorevole ad accogliere una interpretazione estensiva del concetto di lavoratore, facendo rientrare nel tempo moltissime casistiche compresi lavoratori a termine, a tempo parziale, sportivi professionisti e altre fattispecie riconducibili ad una subordinazione. Sono compresi nella libertà di circolazione anche coloro che non sono lavoratori subordinati ma che si muovono da un Paese all'altro per ricoprire una posizione subordinata.
Nel tempo è emerso anche un orientamento giurisprudenziale, poi consolidato in una direttiva del 2004, che la libertà di circolazione possa applicarsi anche al cittadino europeo che si sposti in un altro stato comunitario alla ricerca di un lavoro sebbene egli debba provare una "continua ricerca di lavoro con effettive possibilità di essere assunto" mentre agli stati membri è data facoltà di stabilire un tempo massimo di permanenza prima dell'eventuale assunzione.

## I diritti sanciti
Innanzitutto ai cittadini comunitari è garantito il diritto di ingresso e soggiorno in un qualsiasi altro Paese comunitario, sia per rispondere a offerte di lavoro che per svolgervi un'attività lavorativa senza richiedere visti di ingresso ma solo carta di identità o passaporto.  È comunque facoltà per il paese ospitate richiedere al cittadino migrante l'iscrizione presso le autorità competenti in caso di soggiorno superiore ai tre mesi che comunque l'iscrizione ha "valore meramente dichiarativo e non costitutivo del diritto di soggiorno".
La libertà di circolazione garantisce la "parità di trattamento in materia di accesso al lavoro in ciascun Paese membro fra lavoratori nazionali e lavoratori provenienti da altri Paesi dell'Unione". Sono, quindi, vietate qualsiasi discriminazioni riguardanti l'accesso all'impiego in base alla nazionalità. Precedenza sui lavoratori stranieri al pari dei cittadini dello Stato. Il divieto di discriminazione non riguarda solo le norme statali ma anche i contratti privati e collettivi.
Oltre alle parità di trattamento nell'accesso al lavoro vi è un obbligo anche di parità di trattamento nelle condizioni di lavoro. Dunque il lavoratore comunitario migrante non potrà essere discriminato rispetto ai lavoratori cittadini del Paese ospitante nei svariati temi direttamente o indirettamente collegati al contratto di lavoro, quali ad esempio: la retribuzione, l'indennità, la disciplina del licenziamento, la reintegrazione professionale, la ricollocazione in caso di disoccupazione. l'iscrizione ai sindacati e l'esercizio dei diritti sindacali, qualsiasi altro "vantaggio sociale" connesso allo "status obiettivo di lavoratore" di cui godono i lavoratori nazionali.
Sulla base che "un vantaggio di cui è suscettibili di beneficiare un membro della famiglia del lavoratore è in realtà un vantaggio sociale per il lavoratore stesso" la libertà di circolazione impone parità di trattamento anche alla famiglia del lavoratore migrante. In particolare, ai suoi famigliari, a prescindere dalla loro cittadinanza (che può essere anche extracomunitaria), è riconosciuto il "diritto si esercitare un'attività economica come lavoratori subordinati o autonomi" nel Paese comunitario ospitante. Sono altresì, a titolo di esempio, garantite borse di studio, insegnamenti, benefici fiscali e quant'altro in perfetta parità con i famigliari di un lavoratore nazionale. Benché i diritti dei famigliari siano derivati da quello del lavoratore e non autonomi, la Corte nel tempo ne ha "dilatato la portata" riconoscendoli anche ai partner separati, ai divorziati, vedovi o a seguito di annullamento di matrimonio o cessazione di un'unione registrata.

## Disoccupati e inattivi
La direttiva 2004/38 riconosce ai cittadini dell'Unione che abbiano cessato di essere un lavoratore subordinato o autonomo per inabilità temporanea o per disoccupazione involontaria, di essere riconosciuta ancora come lavoratori per un periodo non inferiore ai sei mesi. Lo stesso riconoscimento è garantito ai disoccupati che dimostrino di frequentare un corso di formazione professionale correlato all'attività lavorativa precedentemente svolta.
La stessa direttiva concede ai soggetti economicamente inattive e ai propri famigliari il diritto di soggiorno a patto che disponga di una assicurazione malattia e di risorse economiche sufficienti per non gravare sullo Stato ospitante.
Infine, a chiunque abbia "soggironato legalmente in via continuativa per cinque anni in uno Stato membro ospitate" è concesso il diritto si soggiorno permanente che tuttavia può essere perduto in caso di assenza continuativa superiore ai due anni consecutivi dallo Stato ospitante. Tale diritto è riconosciuto anche ai familiari.